# 天明 (大理)
天明（1043年—1044年）是大理国皇帝段素兴的第二個年号，共計2年。
雲南文獻中部份只記段素興只有「聖明」一個年號，部份在「聖明」之後又有天明年號。
起訖年，方詩銘、李家瑞、李崇智、段玉明作？－1044年，王雲、黃德榮作1043年－1044年。

## 年號及改元出處
- 倪輅《南詔野史》：「宋慶曆八年（「八年」當作「元年」，1041）立，改元明聖，偽號天明皇帝。在位四年。」
- 胡蔚《增訂南詔野史》：「宋仁宗辛巳慶曆元年（1041）即位。明年（1042），改元聖明，又改元天明。……仁宗甲申慶曆四年（1044），……計興在位三年。」
- 王崧《雲南備徵志》：「宋慶曆元年（1041）即位，改元聖明，甲申四年（1044）薨，在位四年。」
- 諸葛元聲《滇史》：「段氏十世素興，以宋仁宗慶曆元年辛巳歲（1041）立，改元聖明。癸未（1043），改元天明。……素興在位五年。」
- 李京《雲南志略》：「素英孫素興立，改元聖明。在位三年。」
- 楊慎《滇載記》：「素興以宋慶曆元年（1041）立，改元二，聖明、天明。」
- 馮蘇《滇考》：「素興立，改元聖明，時仁宗慶曆元年也。……素興立五年。」
- 《白古通記淺述》：「真子素興立。……在位四年。」

## 纪年對照表
| 聖明 | 元年   | 二年   |
| ---- | ------ | ------ |
| 公元 | 1043年 | 1044年 |
| 干支 | 癸未   | 甲申   |

## 同期存在的其他政权年号
- 其他时期使用的天明年号
- 中國
  - 慶曆（1041年－1048年）：宋－宋仁宗趙禎之年號
  - 重熙（1032年－1055年）：契丹－遼興宗耶律宗真之年號
  - 天授禮法延祚（1038年－1048年）：西夏－夏景宗李元昊之年號
- 越南
  - 乾符有道（1039年－1042年）：李朝－李佛瑪之年號
  - 明道（1042年－1044年）：李朝－李佛瑪之年號
  - 天感聖武（1044年－1049年）：李朝－李佛瑪之年號
- 日本
  - 長久（1040年－1044年）：後朱雀天皇之年號
  - 寬德（1044年－1046年）：後朱雀天皇與後冷泉天皇之年號